# 19595 Лафер-Соса
19595 Лафер-Соса (19595 Lafer-Sousa) — астероїд головного поясу, відкритий 14 липня 1999 року.
Тіссеранів параметр щодо Юпітера — 3,433.